# Hóa Hợp
Hóa Hợp là một xã thuộc huyện Minh Hóa, tỉnh Quảng Bình, Việt Nam.

## Địa lý
Xã Hóa Hợp nằm ở trung tâm huyện Minh Hóa, có vị trí địa lý:
- Phía đông giáp xã Xuân Hóa
- Phía tây giáp xã Dân Hóa
- Phía nam giáp xã Hóa Sơn và xã Trung Hóa
- Phía bắc giáp các xã Hóa Tiến, Hóa Phúc, Hồng Hóa.

Xã Hóa Hợp có diện tích 51,84 km², dân số thời điểm năm 2019 là 3.560 người, mật độ dân số đạt 69 người/km².
Đường Hồ Chí Minh chạy qua xã Hóa Hợp.

## Hành chính
Xã Hóa Hợp được chia thành 8 thôn: Đa Năng, Lâm Hóa, Lâm Khai, Tân Bình, Tân Hòa, Tân Lợi, Tân Thuận, Tân Tiến

## Kinh tế
Kinh tế địa phương chủ yếu là nông lâm nghiệp.

## Du lịch
Tại xã có thắng cảnh Thác Mơ Minh Hóa trên dòng Khe Ve, nằm cách Đường Hồ Chí Minh cỡ 400 m. 17°51′45″B 105°52′21″Đ / 17,86261°B 105,872435°Đ
Tại đây dịch vụ được tổ chức thành Khu du lịch Thác Mơ ở làng Lâm Sum, cách trung tâm hành chính của xã cỡ 6 km.